# Coux-et-Bigaroque
Coux-et-Bigaroque (tiếng Occitan là Lo Cos e Bigaròca) là một xã của Pháp, nằm ở tỉnh Dordogne trong vùng Aquitaine của Pháp.

## Thông tin nhân khẩu
| Năm    | 1962 | 1968 | 1975 | 1982 | 1990 | 1999 | 2007 |
| ------ | ---- | ---- | ---- | ---- | ---- | ---- | ---- |
| Dân số | 766  | 739  | 649  | 720  | 708  | 818  | 944  |